# NGC 2627
NGC 2627 је расејано звездано јато у сазвежђу Компас које се налази на NGC листи објеката дубоког неба.
Деклинација објекта је - 29° 57' 18" а ректасцензија 8h 37m 15,0s. Привидна величина (магнитуда) објекта NGC 2627 износи 8,4. NGC 2627 је још познат и под ознакама OCL 714, ESO 431-SC20.